# Jewhen Piestow
Jewhen Wołodymyrowycz Piestow, ukr. Євген Володимирович Пєстов, ros. Евгений Владимирович Пестов, Jewgienij Władimirowicz Piestow (ur. 22 marca 1925 w Rodniki, w obwodzie iwanowskim, Rosyjska FSRR, zm. 7 lutego 1987 w Woroszyłowgradzie) – ukraiński piłkarz pochodzenia rosyjskiego, grający na pozycji bramkarza, trener piłkarski.

## Kariera piłkarska

### Kariera klubowa
Przed wojną grał w piłkę nożną w drużynach dziecięcych i juniorskich. Był uczestnikiem II wojny światowej. W 1942 jako ochotnik zgłosił się do Armii Czerwonej, a rok później, po ukończeniu Szkoły Artyleryjskiej w Leningradzie, został skierowany na front. Był dowódcą plutonu wywiadu, a następnie dowódcą baterii. Otrzymał szereg odznaczeń i wyróżnień.
Podczas służby brał udział w rozgrywkach piłkarskich. Broniąc barw piłkarskiej drużyny Korpusu i Armii wiosną 1945 występował w meczach m.in. z drużynami reprezentującymi brytyjskie wojska okupacyjne. Po demobilizacji występował w zespołach Charkowa i Woroszyłowgradu. W połowie 1949 przeniósł się do Szachtara Stalino, który grał wtedy w Wyższej Lidze ZSRR. Dwa lata później zdobył brązowy medal mistrzostw ZSRR. Występy na najwyższym poziomie rozgrywkowym kontynuował jako obrońca w zespołach Dinamo Leningrad i Trudowyje Riezierwy Leningrad. W 1956 zakończył karierę piłkarską.

## Kariera trenerska
W 1956 rozpoczął karierę trenerską - najpierw szkolił dzieci i juniorów w Leningradzie i Berdiańsku, a następnie od 1962 trenował zespoły seniorskie. Pracował jako starszy trener w klubach Metałurh Komunarsk, Chimik Siewierodonieck i Horyń Równe. Pomagał trenować Metałurh Zaporoże i Trudowi Rezerwy Ługańsk. W 1973 pracował na stanowisku dyrektora klubu Karpaty Lwów. W kolejnych latach pracował jako szkoleniowiec zespołów Zoria Woroszyłowgrad, Torpedo Łuck, Metałurh Dnieprodzierżyńsk, Sudnobudiwelnyk Mikołajów, Enerhija Berdiańsk i Azoweć Berdiańsk. 7 lutego 1987 zmarł w Woroszyłowgradzie.

## Sukcesy i odznaczenia

### Sukcesy piłkarskie
- brązowy medalista Wyższej Ligi ZSRR: 1951
- brązowy medalista Drugiej Grupy ZSRR, strefy południowej: 1946

### Odznaczenia
- tytuł Mistrza Sportu ZSRR: 1972
- Order Aleksandra Newskiego